# Accidente del Cessna T210 en Ecuador de 2012
La narcoavioneta Cessna T210 accidentada en Manabí, Ecuador, fue una avioneta mexicana que contenía enormes cantidades de dinero y que era utilizada para el contrabando y tráfico de droga, que se dirigía a un laboratorio ilícito de la costa central de Ecuador, en la provincia de Manabí y que se estrelló cerca de Pedernales el 13 de mayo de 2012.

## Antecedentes
La noche del domingo 13 de mayo de 2012 una avioneta que provenía de México de forma ilícita sin que los radares aéreos puedan detectarla, se estrelló en un cerro a 100 metros de altura en Taiche del Coaque, a 10 kilómetros de Pedernales en la provincia de Manabí, Ecuador. La aeronave de serie 21062869 y placas mexicanas con matrícula XB-MPL, contenía una enorme cantidad de dinero, que según la Policía Ecuatoriana, osilaba entre un millón trescientos mil dólares, más unos celulares, GPS y gafas. También se encontraron los cuerpos sin vida de los ciudadanos mexicanos, Santiago Alfonso López Monzón y Cruz Alfredo Solís López, y un perro. Por su parte el ministro del Interior, José Serrano informó que el domingo a las 9 de la noche, la avioneta estuvo circulando sin luces, lo que confirmaría fue una operación ilegal y la vincularía con el narcotráfico y el lavado de dinero. El fiscal general del Estado, Galo Chiriboga Zambrano por parte de la procuradora general de México, Marisela Morales recibió un informe donde se registra como dueño de la aeronave al mexicano domiciliado en Guadalajara-Jalisco, Martín Martínez Palomares y que indica que era de servicio privado. También se informó que los tripulantes tenían antecedentes penales, Santiago Lopéz por portar armas ilegalmente y Alfredo Solís por secuestro además de ser residente en Nuevo Santiago-Jalisco.
La aeronave confirmaría 10 años de contrabando de cocaína por parte del cártel de Sinalóa.

## Consecuencias
A las 6:00 a. m. del miércoles 16 de mayo, 80 uniformados del Grupo de Intervención y Rescate (GIR), Grupo Especial Movilizado Antinarcóticos e Inteligencia localizaron una propiedad en la vía San Isidro en Chone, cerca de Jama, provincia de Manabí, a más de 35 kilómetros del accidente aéreo donde encontraron un laboratorio en el que se procesaba la droga, y detuvieron a tres personas dentro del lugar. El laboratorio se situaba en una quebrada, escondido entre árboles frutales y palma, y en su interior se encontró media tonelada de droga, hornos de microonda, losa cáustica, químicos, compresores y bidones.
El presidente de Ecuador, Rafael Correa en una entrevista de radio a Stereo San Miguel, contra el narcotráfico dijo: "Ecuador lo está haciendo mucho mejor que otros países, el único país andino que no tiene cultivo de droga es Ecuador y estamos al lado de los principales productores de droga del mundo" Perú y Colombia. Precisamente por la ausencia de esos cultivos, en Ecuador raramente se encuentran laboratorios de procesamiento de cocaína. En 2011 las autoridades desmantelaron cinco de esas instalaciones. En lo que va del 2012 han descubierto otras cuatro". También dijo que no está minimizando el suceso de la avioneta y no descarta su vinculación con la droga, más bien se refirió a la grave violación al espacio aéreos sin que haya sido detectada, y que se investigará al respecto. Luego dio a conocer que se está adquiriendo radares a China para detectar cualquier invasión al espacio aéreo ecuatoriano y resaltó que "se luchará con toda la energía contra el narcotráfico".

## Defensa del espacio aéreo
El 19 de diciembre de 2008 el Ministerio de Defensa realizó la compra de radares a la empresa china CETC, los mismos que no han estado funcionando en Esmeraldas y Manta, a pesar de que el presidente Rafael Correa dijo que para eso están los aviones supersónicos. Sin embargo Oswaldo Domínguez, excomandante de la FAE informó que no existen radares que detecten aeronaves pequeñas.
El exdirector de Inteligencia de las Fuerzas Aéreas, Mario Pazmiño, afirmó que los militares de Estados Unidos realizaban esta función cuando aún se encontraba en vigor la Base de Manta, y que el presidente mando su retirada por defensa de la soberanía.